# Czakó József (mezőgazdász)
Czakó József (Mezőberény, 1923. augusztus 25. – Budapest, 1990. április 10.) mezőgazdász, a mezőgazdasági tudományok doktora (1975), egyetemi tanár.

## Életpályája
Mezőberényben született 1923. augusztus 25-én. A Debreceni Mezőgazdasági Akadémián, majd az Agrártudományi Egyetemen szerzett diplomát 1944-ben. 1950-ig gyakorlati pályán működött.
1950-től az Állattenyésztési Kutató Intézetben dolgozott. A szarvasmarha-nevelés, a borjak, a tehéntej zsír- és fehérjetartalmát befolyásoló tényezők vizsgálatával foglalkozott. 1954-től jelentek meg önálló kutató munkái. Ezek közül az Állattenyésztéstan négy kiadásban. 1958-ban az Agrártudományi Egyetemen doktorált, 1960-ban kandidátusi fokozatot szerzett. 1967-től a gödöllői Agrártudományi Egyetem tanára volt.

## Munkássága
Közel száz szakcikke és közleménye jelent meg német és francia szaklapokban is. Szerkesztette az Európai Állattenyésztők Szövetségének 1970. évi tudományos tanácskozásán elhangzott előadások című kötetet (Gödöllő, 1970).

## Főbb munkái
- Állattenyésztéstan (Budapest, 1964)
- Az Állattenyésztési Kutató Intézet szaktanácsai a gyakorlat számára. I. Szarvasmarha-tenyésztés (Budapest, 1961)
- Az Állattenyésztési Kutatóintézet jelentősebb kutatási eredményei (Budapest 1962)
- Borjúnevelési abc. (Budapest, 1967)
- Újabb adatok a tenyésztésre szánt növendékbikák legmegfelelőbb felnevelési módjához (Budapest, 1967)
- A magyartarka marha legmegfelelőbb felnevelési módszereinek kutatása (Budapest, 1969)
- Gazdasági állatok viselkedése (Budapest, 1974, 1978)
- Állattenyésztési kísérletek tervezése és értékelése (Budapest, 1982)
- Etológia. Kislexikon (Keszthelyi Tiborral, Sántha Tündével, (Budapest, 1985)